# Estação Jaguariúna
A Estação Jaguariúna é uma estação de trem no município de Jaguariúna, mantida pela Associação Brasileira de Preservação Ferroviária, ponto final da Viação Férrea Campinas-Jaguariúna, uma linha turística com locomotivas a vapor que tem nesse ponto o seu terminal.

## História
A estação de Jaguariúna foi construída em 1945 com o objetivo de substituir a antiga estação de Jaguary, nas proximidades do Rio Jaguari. Desativada em 1977, a partir da inauguração do desvio de uma variante, entre 1981 e 1985 a Associação Brasileira de Preservação Ferroviária manteve a Viação Férrea Campinas-Jaguariúna operando até a estação. Todavia, a administração municipal da época retirou os trilhos, fazendo com que a ABPF tivesse de construir uma pequena estação, com o nome da antiga estação (Jaguary), a partir da qual as composições voltavam de ré. Em 2006, a Prefeitura de Jaguariúna comprometeu-se a construir a extensão de 1.200 metros da pequena estação existente para que a antiga estação de Jaguariúna retomasse sua função original. A obra teve custo de R$1,5 milhão. Com a conclusão da obra, as locomotivas a vapor podem chegar à estação e voltar na direção correta graças a um girador instalado no fim da linha, do lado a oeste da estação.